# Halsaari (ö i Mellersta Finland)
Halsaari är en ö i Finland. Den ligger i sjön Suontee och i kommunen Joutsa i den ekonomiska regionen  Joutsa ekonomiska region  och landskapet Mellersta Finland, i den södra delen av landet, 190 km nordost om huvudstaden Helsingfors. Öns area är 15,1 hektar och dess största längd är 1 kilometer i nord-sydlig riktning.